# Zina Laus
Zina Laus (* 12. Dezember 1997 in München) ist eine deutsche Synchron- und Hörspielsprecherin.

## Leben und Karriere
Zina Laus wurde 1997 in München geboren und begann bereits im Alter von vier Jahren mit dem Synchronsprechen. Im Laufe ihrer Karriere hat sie sich auch in den Bereichen Werbung, Dokumentationen, Hörbücher und Hörspiele etabliert.
Sie ist unter anderem als deutsche Stimme von Alicent Hohenturm (Emily Carey) in House of the Dragon, Uta in One Piece und Noah Morgan (Nicole Wallace) in Culpa Mia bekannt.
Mit über 327 Sprechrollen in Filmen und Serien hat sie sich einen festen Platz in der deutschen Synchronlandschaft erarbeitet. Ihr Talent erstreckt sich über verschiedene Genres, von Animationsfilmen bis hinzu großen Hollywood-Produktionen.

## Synchronisation

### Filme (Auswahl)
- 2002: Mein Freund Ben –  Der Film – Cody Weiant als Ashley Benson
- 2003: Mein Freund Ben 2 –  Der Film –  Cody Weiant als Ashley Benson
- 2004: Phir Milenge – Bis wir uns wiedersehen – Kamalinee Mukherjee als Tanya
- 2005: Buddies – Leben auf der Überholspur als Rhea
- 2006: Franklin und der Wunderstein als Schnecke
- 2006: Hilfe, Ferien! – Ilona Bachelier als Charlotte
- 2006: In a Dark Place –  Gabrielle Adam als Flora
- 2007: Black Swarm – Rebecca Windheim als Kelsey Kozik
- 2010: Sadiyaan – Liebe überwindet Grenzen als Rehana
- 2012: Eine Elfe zu Weihnachten – Izabela Vidovic als Ally VanCamp
- 2012: Little Red Wagon – Daveigh Chase als Kelley Bonner
- 2012: Orangen zu Weihnachten – Eine klassisch–schöne Weihnachtsgeschichte – Maggie Scott als Olivia
- 2012: Venom – Oliviah Crawford als Lilly
- 2013: Aatma – Doyel Dhawan als Niya
- 2013: A Certain Magical Index: The Miracle of Endymion – Ayumi Fujimura als Seiri Fukiyose
- 2013: Mr. Hockey – Emma Grabinsky als Cathy Howe
- 2014: 90210 Shark Attack – Nikki BreAnne Wells als Marcie
- 2014: Børning – The Fast & The Funniest – Ida Husøy als Nina
- 2014: Girlhouse – Töte, was du nicht kriegen kannst – Camren Bicondova als Mädchen #1
- 2014: Hidden in the Woods – Electra Avellan als Anny
- 2014: Holiday – Anchal Singh als Pinky
- 2014: Other Plans – Rebecca Blumhagen als Claire
- 2014: Die Sex-Wette – The Winner Takes It All als Mädchen
- 2015: Alex & Eve – Katerine-Ann Mackinnon-Lee als Sarah
- 2015: All Roads Lead to Rome – Rosie Day als Summer
- 2015: Battle for Karbala – Fatima Yazdani als Tochter von Farid
- 2015: Christmas Inc. – Miranda Millar als Emily Lamb
- 2015: Ein Date mit Miss Fortune – Ipsita Paul als Maskenbildnerin
- 2015: Ein Date mit Miss Fortune – Jess Salgueiro als Fatima
- 2015: Dementia – Hassie Harrison als Shelby Lockhart
- 2015: Das Haus am Wald – Sophie Lovell Anderson als Nicole
- 2015: III – Lyubov Ignatushko als Mirra
- 2015: Killer Beach – Nikki Leigh als Marsha
- 2015: Peter & Wendy – Hazel Doupe als Wendy Darling / Lucy Rose
- 2015: Sharkansas Women's Prison Massacre – Tabitha Marie als Samantha
- 2016: Olivia allein zu Haus – Shannon Walsh als Lucy
- 2016: Børning – The Fast & The Funniest – Ida Husøy als Nina
- 2016: Decommissioned – Anschlag auf Befehl – Tristian Eggerling als Mark Niles
- 2016: Ghayal Once Again – Diana Khan als Zoya
- 2016: Liebe – Heute, morgen und für immer als Krankenschwester
- 2016: Te Ata – Stimme eines Volkes – Q’orianka Kilcher als Te Ata
- 2016: To Walk Invisible: The Bronte Sisters – Charlie Murphy als Anne Bronte
- 2016: Väterchen Frost. Kampf der Magier – Taisiya Vilkova als Mascha
- 2016: Weihnachten auf der Bühne – Sophia Lucia als Sadie
- 2017: Das Wunder in dir – Katya Martin als Angelica
- 2017: Bareilly Ki Barfi – Das Buch der Liebe – Naila Grewal als Babli
- 2017: Behen – Hogi Teri als Shima
- 2017: The End? – Benedetta Cimatti als Silvia
- 2017: The Female Brain – Beanie Feldstein als Abby
- 2017: Time Trap – Olivia Draguicevich als Veeves
- 2017: Ja, ich will... bis ich nein sage – Hannah Friedman als Milly
- 2017: Das Leben ist ein Fest – Nevedya als Choristin
- 2017: Der letzte Ritter und das magische Schwert – Taisiya Vilkova als Galina (jung)
- 2017: Der Offizier – Liebe in Zeiten des Krieges – Hera Hilmar als Lillie
- 2017: Shock and Awe – Krieg der Lügen – Tadasay Young als Publizistin
- 2017: The Terror of Hallow's – Eve Annie Read als April
- 2017: Your Voice: Kimikoe – Momone Iwabuchi als Shizuku Dobashi
- 2018: A.I. Rising – Jessica Stojadinovich als Nimani
- 2018: Die Abenteuer von Spirou & Fantasio – Sylvia Jagieniak als La femme ravissante
- 2018: Family Blood – Eloise Lushina als Amy
- 2018: Flynn – Abenteurer. Eroberer. Hollywood-Legende. – Nathalie Kelley als Zaca
- 2018: Giant Little Ones – Hailey Kittle als Priscilla
- 2018: Gloria: Das Leben wartet nicht – Sarah Lowe als Jen
- 2018: Hell Fest – Courtney Dietz als Britney
- 2018: Ideal Home – Ein Vater kommt selten allein – Jordyn Aquino als Leticia
- 2018: Ladies in Black – Angourie Rice als Lisa
- 2018: Liz und der Blaue Vogel – Nao Touyama als Nozomi Kasaki
- 2018: Mail Order Monster – Mein neuer bester Freund – Emma Rayne Lyle als PJ
- 2018: Runaway Romance – Lolita Price als Tanya
- 2018: Shapeshifter – Aeslin Audri als Eva
- 2018: StreetDance – Folge Deinem Traum! – Melissa Chapski als Emma
- 2018: Vox Lux – Allison Winn als Therese
- 2019: Exorzismus 2.0 – Emma Holzer als Riley
- 2019: Ghosting – Mein Weihnachtsgeist – Jazz Raycole als Mae
- 2019: Jesus Rolls – Niemand verarscht Jesus – Sable Boykin als Stillende Mutter
- 2019: Our Ladies – Tallulah Greive als Orla
- 2019: Quiet Comes the Dawn – Alexandra Drozdova als Sveta
- 2019: Unplanned: Was sie sah änderte alles – Sarah Hernandez als Elena
- 2020: Archive – Hadisha Sovetova als Kellnerin
- 2020: Christmas on the Menu – Die geheime Zutat: Liebe – Shanica Knowles als Iris Davenport
- 2020: Ella Bella Bingo als Punkteengirl
- 2020: The Night Clerk – Ich kann dich sehen als Sadie
- 2020: One Last Call – Erin Sanders als Tonya
- 2020: Skylines – Naomi Tankel als Kate
- 2020: Um ein Schnurrhaar – Rina Kitagawa als Yumi Hinode
- 2020: Das Weihnachtsglück – Lorna Fitzgerald als Emmaline
- 2021: 13 Minutes – Jede Sekunde zählt – Sofia Vassilieva als Maddy
- 2021: Censor – Bo Bragason als älteres Mädchen im Film
- 2021: The Exorcism of God – María Gabriela de Faría als Esperanza
- 2021: Der letzte Ritter – Ein unfreiwilliger Held – Taisiya Vilkova als Galina (jung)
- 2021: Pretty Guardian Sailor Moon Eternal: Der Film – Kanami Taguchi als Phobos
- 2021: The Seed – Vals Nora
- 2021: Till Death - Bis dass dein Tod uns scheidet – Stefanie Rozhko als junge Frau im Restaurant
- 2021: Verliebt unterm Weihnachtsbaum – Elise Bauman als Alma Beltran
- 2021: Zeros and Ones – Dounia Sichov als russische Agentin
- 2022: Abyzou – Keine Seele ist sicher – Sofia Weldon als Sarah Scheindal
- 2022: As They Made Us – Ein Leben lang Anastasia – Veronica Lee als Abigail (jung)
- 2022: Blue Thermal – Mayu Hotta als Tamaki Tsuru
- 2022: Blue Thermal – Victoria Koblenko als Cara
- 2022: The Clockwork Killings – Karis Oka als Lian Chen
- 2022: The Curse of Bridge Hollow – Priah Ferguson als Sydney Gordon
- 2022: The Devil Conspiracy – Der Krieg der Engel ist auf die Erde gekommen – Anushka Holding als Doll
- 2022: Hashtag Gesegnet – Jessis Weihnachtswunder – Isabella Blake-Thomas als Jessi
- 2022: Hocus Pocus 2 – Whitney Peak als Becca
- 2022: Into the Deep – Dunkles Geheimnis – Ella-Rae Smith als Jess
- 2022: Meeting Mr. Christmas – Mein Weihnachts-Mann – Elena Kellis als Ms. Morrison
- 2022: Meine Stunden mit Leo – Carina Lopes als Kellnerin #1
- 2022: Menorah in the Middle – Chanukka im Herzen – Natasha Tina Liu als Alice
- 2022: Notre-Dame in Flammen – Chloé Jouannet als Caporal-Chef Marianne
- 2022: The One – Die einzige Überlebende – Anna Rodonaya als Natashka
- 2022: One Piece Film: Red – Kaori Nazuka als Uta
- 2022: Play Dead – Schlimmer als der Tod – Bailee Madison als Chloe Albright
- 2022: Royalteen – Amalie Sporsheim als Ingrid
- 2022: Sick Bethlehem Million als Miri Woodlow
- 2022: Ein Verlobter zu Weihnachten – Jennifer Freeman als Maya Coleman
- 2023: Antigang: Home Run – Yasmina Talibi als Nadia Cartier
- 2023: Culpa Mia – Meine Schuld – Nicole Wallace als Noah
- 2023: Curse of the Piper – Melodie des Todes – Salomé Chandler als Miss Augustin
- 2023: Dangerous Waters – Überleben ist alles – Thalia Besson als Tabitha
- 2023: Elemental – Maya Aoki Tuttle als Ghibli
- 2023: Gregs Tagebuch zu Weihnachten: Keine Panik! – Christian Convery als Fregley
- 2023: Insidious: The Red Door – Juliana Davies als Kali Lambert
- 2023: The Locksmith – Der Spezialist – Gabriela Quezada als April Reyes
- 2023: May December – Elizabeth Yu als Mary Atherton-Yoo
- 2023: Molly Singer – College Reloaded – Britt Robertson als Molly Singer
- 2023: The Perfect Find – India Bradley als Madison
- 2023: Plane – Lilly Krug als Brie Taylor
- 2023: Pretty Guardian Sailor Moon Cosmos: Der Film – Kanami Taguchi als Phobos
- 2023: Royalteen: Prinzessin Margrethe – Amalie Sporsheim als Ingrid
- 2023: She Came to Me – Harlow Jane als Tereza Szyskowski
- 2023: Totally Killer – Gefährliches Spiel mit der Zeit – Olivia Holt als Pam Miller
- 2023: Zoey 102 – Soma Chhaya als Danielle
- 2024: Agent Recon – Nikki Leigh als Lila Rupert
- 2024: Breathe – Ersticke oder Kämpfe – Quvenzhané Wallis als Zora
- 2024: Culpa Tuya – Deine Schuld – Nicole Wallace als Noah
- 2024: Descendants: The Rise of Red – Kylie Cantrall als Red
- 2024: Discovering Love – Auf der Jagd nach der verlorenen Liebe – Chandler Lovelle als Mary
- 2024: Empire Waist – Dein Leben, dein Laufsteg – Mia Kaplan als Lenore
- 2024: Escape from the Deep – Bis zum letzten Atemzug – Erin Mullen als Riley
- 2024: Force of Nature: The Dry 2 – Sisi Stringer als Bethany Beth
- 2024: I Saw the TV Glow – Brigitte Lundy-Paine als Maddy
- 2024: Imaginary – Taegen Burns als Taylor
- 2024: L.O.L. Surprise! – The Skate Dance Movie – Nyara Afshar als Aya Cherry
- 2024: Look Back – Yūmi Kawai als Ayumu Fujino
- 2024: Mort in Sherman Oaks – Michaela Sasner als Carol
- 2024: Nice Girls – Einsatz in Nizza – Camille Etienne als Sima Scott
- 2024: Snoopy präsentiert: Willkommen zu Hause, Franklin – Arianna McDonald als Marcie
- 2024: The Strangers: Chapter 1 – Ema Horvath als Shelly
- 2024: The Throwback – Plötzlich Teenie – Michelle Randolph als Shea
- 2024: Wanted Man – Emma Krokdal als Justine
- 2024: You Can't Run Forever – Isabelle Anaya als Miranda
- 2025: Bullet Train Explosion – Rena Nōnen als Chika Matsumoto

### Serien (Mehrfachsynchronisationen)
Law & Order: Special Victims Unit
- 1999: für Chrystle Anjelee (als Hayden Smith) in 2 Episoden
- 1999: für Sophia Eleni Kekllas (als Paige Bradley) in 1 Episode
- 1999: für Elizabeth Kenney (als Gillian Wray) in 2 Episoden
- 1999: für Dela Meskienyar (als Tania Cruz) in 1 Episode
- 1999: für Sol Romo (als Daniela Cruz) 1 Episode
- 1999: für Aditi Yadav (als Priya Singh) in 1 Episode
- 1999: für Molly Brown (als Jenni Hanson) in 1 Episode
- 1999: für Julie Lee (als Mädchen #1) in 1 Episode

One Piece
- 2003: für Natsuko Kuwatani (als 'Gerth')
- 2003: für Naoko Matsui (als 'Sind')
- 2003: für Kaori Nazuka (als 'Uta') in 2 Episoden
- 2003: für Akemi Okamura (als 'Ann')

Inu Yasha
- 2004, 2009: für Yuki Masuda (als 'Sanpo')
- 2004: für Natsuko Kuwatani (als 'Shima')

Mushishi
- 2005:  für Yukari Kokubun (als 'Biki')
- 2005: für Yuka Imai (als 'Nagi')
- 2005: für Junko Iwao (als 'Setsu')

Clarence
- 2014:  für Bria D. Singleton (als 'Bella') in Episode "20" (Staffel 2)
- 2014: für Megan Usegui (als 'Coco')
- 2014: in Episode "22" (Staffel 2)

The Good Doctor
- 2017: für Alex Sturman (als Barfrau)
- 2017: für Natasha Calis (als Jess Barnes)
- 2017: für Emily Hinkler (als Jenny Kunkler)
- 2017: für Alyssa Jirrels (als Angie Valance)

### Serien (Auswahl)
- 1997: X-Factor: Das Unfassbare Emma González (als Maya)
- 1997–2000: Pepper Ann für Kathleen Wilhoite (als Pepper Ann Pearson) (2. Synchro (Disney+ 2021–2022))
- 1997–2023: für Marina Inoue (als 'Sania') in Pokémon in Episode "27, 42-45, 100" (Staffel 23 & 25)
- 2010–2015: Haven für Tamara Duarte (als Hailie Colton)
- 2010: Mord im Mittsommer für Elsa Öhrn (als Esther (jung))
- 2011: Game of Thrones – Das Lied von Eis und Feuer für Nell Williams (als Cersei Lannister (jung))
- 2011: IS (Infinite Stratos) für Noriko Shitaya (als 'Maya Yamada')
- 2011: Once Upon a Time – Es war einmal … für Isabella Blake-Thomas (als Zelena (jung))
- 2011: Penguindrum für Marie Miyake (als 'Hikari Utada')
- 2014: The 100 für Alyson Bath (als Bree (2. Stimme)) in 2 Episoden
- 2014: Bosch für Riley Beres (als Becca Gentry) in 5 Episoden
- 2014: Jane the Virgin für Brittini London (als Barkeeperin)
- 2014: Mystery Girls für Kerri Medders (als Demi)
- 2014: Mystery Girls für Becca Tobin (als Kimmee)
- 2014: Outlander für Izzy Meikle-Small (als Rachel Murray)
- 2014: Power für Camila Perez (als Angie (jung))
- 2014: Sailor Moon Crystal für Rina Honnizumi (als Viluy)
- 2015: 12 Monkeys für Taveeta Szymanowicz (als Sharon)
- 2015: The Asterisk War für Juri Kimura (als 'Hufeng Zhao')
- 2015: The Asterisk War für Maaya Sakamoto (als Orphelia Landlufen)
- 2015: Dark Matter für Kiana Madeira (als Lyra)
- 2015: Dark Matter für Laura Miyata (als Krankenschwester)* 2015: Seraph of the End für Emiri Katō (als 'Yayoi Endou')
- 2015: Yamada-kun and the Seven Witches für Maaya Uchida (als Miyabi Itou)
- 2016: Arthur und die Minimoys als Zircania
- 2016: Cleverman für Tamala Shelton (als Alinta)
- 2016: Kevin Can Wait für Hillery Baker (als Tracy)
- 2016: Soy Luna für Micaela Magliocco (als Isa)
- 2017: This Is Us – Das ist Leben für Amanda Leighton (als Sophie (15–19 Jahre))
- 2017: Cardinal für Chantal Saab (als Mena Roy)
- 2017: Future Man für Taylor Autumn Bertman (als Tiger (jung))
- 2017: Hatchimals für Katie Griffin (als 'Zebrush')
- 2017: Inuyashiki Last Hero für Hisako Kanemoto (als Humino Inoue)
- 2017: Midnight, Texas für Barbie Robertson (als Aerin)
- 2017: Midnight, Texas für Sydney Wease (als Mary)
- 2017: My First Girlfriend is a Gal für Kazusa Aranami (als Ayumi Kamisaka)
- 2017: Royal Ranch als Reiterin
- 2018: 9-1-1 Notruf L.A. für Sarah Hoffmeister (als Jamie Cohen)
- 2018: Good Girls für Gabrielle Byndloss (als junge Frau)
- 2018: Harukana Receive für Atsumi Tanezaki (als Claire Thomas)
- 2018: Instinct für Alicia Crowder (als Jenny)
- 2018: Jan de Lichte und seine Bande für Sofie De Bree (als Marieke)
- 2018: Les Misérables für Isis Hainsworth (als Marie Claire)
- 2018: Persona 5: The Animation für Mirei Kumagai (als Pixie)
- 2019: Amphibia für Haley Tju (als Marcy Wu)
- 2019: Arifureta Shokugyō de Sekai Saikyō für Risa Tsumugi (als Nana Miyazaki)
- 2019: Domestic Girlfriend für Ari Ozawa (als Mami)
- 2019: High School Musical: Das Musical: Die Serie für Julia Lester (als Ashlyn Caswell)
- 2019: Kandagawa Jet Girls für Rumi Ookubo (als Ziyu Pan)
- 2019: Magical Girl Spec-Ops Asuka für Sayaka Oohara (als Generalin Tabira)
- 2019: The Mallorca Files für Alba Ribas (als Emilia Alvarez)
- 2019: Truth Be Told für Sharar Ali-Speakes (als Tanya)
- 2019: Wurm Tagebuch für Evan Christy (als Otto)
- 2019: Wurm Tagebuch für Jamie Elizabeth Kelton (als Anführerin der Ameisen)
- 2019: Alex Rider für Macy Nyman (als Steph)
- 2020: Black Narcissus für Dipika Kunwar (als Kanchi)
- 2020: Dorohedoro für Miyu Tomita (als Ebisu)

- 2020: Dragon Quest: The Adventure of Dai für Hina Kino (als Mina)
- 2020: Drei Meter über dem Himmel für Amanda Campana (als Sofia)
- 2020: The Hardy Boys für Alexandra Beaton (als Emma)
- 2020: Home Before Dark für Whitney Peak (als Jessica Fife / Alpha Jessica)
- 2020: Interspecies Reviewers für Nanako Mori (als Lovenet)
- 2020: Onyx Equinox für Kimberly Woods (als Xanastaku)
- 2020: Pretty Little Liars: The Perfectionists für Kassedy Matthews (als Studentin)
- 2020: Quin Zaza – Die letzten Drachenfänger für Ayane Sakura (als Katya)
- 2020: Rainbow High für Heather Gonzalez (als Maria Garcia)
- 2020: Tagebuch einer zukünftigen Präsidentin für Jazzy Jade (als Brittany)
- 2020: Trying für Robyn Cara (als Jen)
- 2020: Willkommen im Haus der Eulen für Matt Chapman (als Prinz Bruder (Traum))
- 2021: Disney Launchpad für Charlie Reddix (als Teni)
- 2021: Foundation für Ella-Rae Smith (als Königin Sareth)
- 2021: The Great North für Katie Crown (als Possessed Patsy)
- 2021: L.O.L. Surprise! – House of Surprises! für Jessica Mikayla (als Western Honey)
- 2021: Las Cumbres: Das Internat für Claudia Riera (als Inés Mendoza)

- 2021: Magic Mixies für Sixta Morel (als Divina)
- 2021: Miss Kobayashi's Dragon Maid als Kaneshiro und Kuramoto
- 2021: Only Murders in the Building für Jennifer Castillo (als junge Frau)
- 2021: Only Murders in the Building für Caitlin Hammond (als Marie)
- 2021: Snowdrop für Jung Yi-seo (als Shin Gyeong-ja)
- 2021: Swagger für Jordan Rice (als Jackie Carson)
- 2022: Alaska Daily für Haley Ramm (als Taylor)
- 2022: Bibliophile Princess als Christopher (Jung)
- 2022: Bleach: Thousand-Year Blood War für Yuuko Kaida (als Ikumi Unagiya)
- 2022: Bleach: Thousand-Year Blood War für Natsumi Takamori (als Hasuka Hashihara)
- 2022: The Eminence in Shadow für Yui Horie (als Akane Nishino)
- 2022: Halbe Helden als Jennala
- 2022: Isekai Meikyū de Harem o für Rina Honizumi (als Vesta)
- 2022: Der Herr der Ringe: Die Ringe der Macht für Ema Horvath (als Eärien)
- 2022: House of the Dragon für Emily Carey (als Alicent Hohenturm (jung))
- 2022: I've Somehow Gotten Stronger When I Improved My Farm-Related Skills für Ayaka Suwa (als Ruri)
- 2022: Il re für Alida Baldari Calabria (als Adele)
- 2022: Immoral Guild für Shouji Yuuyu (als Esyne)
- 2022: Life After Life für Saura Lightfoot-Leon (als Hilde)
- 2022: May It Please the Court für Joo-yeon Kim (als Lee Soon-young)
- 2022: Mob Psycho 100 III für Naho Oketani (als Kartoffelmädchen)
- 2022: My Isekai Life für Erisa Kuon (als Blätterschleim)
- 2022: Rache ist süß: Das Rebel Cheer Squad für Amelia Brooks (als Grace Ellington)
- 2022: Riding in Darkness für Amanda Jansson (als Frida)
- 2022: Santa Clause: Die Serie für Ruby Jay (als Riley)
- 2022: Somebody Somewhere für Haley Bolithon (als Stephanie)
- 2022: Surfside Girls für Miya Cech (als Jade)
- 2022: Urusei Yatsura für Natsumi Kawaida (als Hitomi)
- 2022: Urusei Yatsura für Chitose Morinaga (als Ginger)
- 2022: Vermeil in Gold für Sayaka Kikuchi (als Cait)
- 2022: Vermeil in Gold für Miyuri Shimabukuro (als Kohakumiya)
- 2022: We Baby Bears – Bärchen wie wir für Maya Aoki Tuttle (als Temi)
- 2023: Addie und wie sie die Welt fühlt für Caitlin Hamilton (als Nina Darrow)
- 2023: Caro Nostra – Die etwas andere Familie für Yuliya Abiss (als Mélina)
- 2023: Dance Brothers für Josefiina Kotajärvi (als Laura)
- 2023: Found für Azaria Carter (als Gabi Mosely (Teenager))
- 2023: Freeridge für Keyla Monterroso Mejia (als Gloria)
- 2023: Gänsehaut für Ana Yi Puig (als Isabella)
- 2023: The Irrational – Kriminell logisch für Corina Bizim (als Hannah)
- 2023: The Irrational – Kriminell logisch für Kelcey Mawema (als Ava)
- 2023: Justified: City Primeval für Erin Minervini (als Kellnerin)
- 2023: The Last of Us für Tati Gabrielle (als Nora Harris)
- 2023: My Life as Inukai-san's Dog für Mayu Sagara (als Mike Nekotani)
- 2023: Pluto als Ali
- 2023: Pokémon Horizonte für Yuna Ogata (als Ann)
- 2023: Reise zum Mittelpunkt der Erde für Carla Adell (als Andrea Bromo)
- 2023: Skull Island für Mae Whitman (als Annie)
- 2023: True Lies für Danielia Maximillian-Alme (als Flor)
- 2023: Unicorn Academy für Déjah Dixon-Green (als Jacinta)

- 2023: Unseen für Ndoni Khanyile (als Tumi)
- 2023: Unstable für Iris Apatow (als Georgia)
- 2024: 3 Body Problem für Marlo Kelly (als Tatiana)
- 2024: Becoming Karl Lagerfeld für Clara Bretheau (als Diane de Beauvau-Craon)
- 2024: Clans für Cris Iglesias (als Maria)
- 2024: Dandadan für Yukiko Motoyoshi (als Empfangsdame)
- 2024: Dandadan für Natsu Yorita (als Anzu, Airas Freundin)
- 2024: Ishura für Reina Ueda (als Yuno the Distant Talon)
- 2024: Light Shop für Min-ha Kim (als Yoon Sun-hae)
- 2024: Mermaid Magic – Die magische Welt der Meerjungfrauen für Courtney Shaw (als Sasha)
- 2024: My Instant Death Ability... für Yui Horie (als Sion)
- 2024: Ranma 1/2 für Aoi Yūki (als Azusa Shiratori)
- 2024: Twilight of the Gods als Angrboda und als Marja
- 2024: Verehrung für Penelope Raggi (als Diana)
- 2024: WondLa für Jeanine Mason (als Eva)
- 2025: Die glücklichste Familie in Amerika für Alia Shawkat (als Mona Hussein)
- 2025: Prime Finder für Ellie Dormer (als India)
- 2025: Suits LA für Sasha Clements (als Tina Esposito)
- 2025: Sirens für Milly Alcock (als Simone DeWitt)

## Hörspielsprecherin (Auswahl)
- „Sherbrooke – Reckless Love“ von Jen Curly (Rocky Mountains Love, Band 3)
- „Die Lebkuchen-Prinzessin“ von Romy Herold
- „Das Marzipan-Schlösschen“ von Romy Herold
- „Tell Me Softly“ von Mercedes Ron (Tell Me, Band 1)
- „His Heart“ von Claire Kingsley
- „June & July – Die Wette“ von Lyla Payne – Teil der Secrets of the Campbell Sisters-Reihe
- „Essen kommen – Familientisch, Familienglück“ von Jesper Juul
- „Es gibt keine unerreichbaren Jugendlichen!“ von Jesper Juul
- „Geborgen und stark“ von Jesper Juul & Mathias Voelchert
- „Die intuitive Verbindung“ von Jesper Juul
- „Törtel: Hörbuchserie zur Fernsehserie“